# Edvin Csabai
Edvin Csabai (Budapest, 7 de diciembre de 1976) es un deportista húngaro que compitió en piragüismo en las modalidades de aguas tranquilas y maratón. Ganó una medalla de bronce en el Campeonato Europeo de Piragüismo de 2006, en la prueba de C4 500 m.
En la modalidad de maratón obtuvo 18 medallas en el Campeonato Mundial entre los años 1998 y 2009, y 6 medallas en el Campeonato Europeo entre los años 1997 y 2007.

## Palmarés internacional

### Piragüismo en aguas tranquilas
| Campeonato Europeo | Campeonato Europeo       | Campeonato Europeo | Campeonato Europeo |
| Año                | Lugar                    | Medalla            | Competición        |
| ------------------ | ------------------------ | ------------------ | ------------------ |
| 2006               | Račice (República Checa) | Medalla de bronce  | C4 500 m           |

### Piragüismo en maratón
| Campeonato Mundial | Campeonato Mundial                | Campeonato Mundial | Campeonato Mundial |
| Año                | Lugar                             | Medalla            | Competición        |
| ------------------ | --------------------------------- | ------------------ | ------------------ |
| 1998               | Ciudad del Cabo (Sudáfrica)       | Medalla de plata   | C2                 |
| 1999               | Győr (Hungría)                    | Medalla de oro     | C2                 |
| 2000               | Dartmouth (Canadá)                | Medalla de oro     | C2                 |
| 2001               | Stockton-on-Tees (Reino Unido)    | Medalla de oro     | C2                 |
| 2002               | Zamora (España)                   | Medalla de oro     | C2                 |
| 2003               | Valladolid (España)               | Medalla de oro     | C2                 |
| 2004               | Bergen (Noruega)                  | Medalla de oro     | C1                 |
| 2004               | Bergen (Noruega)                  | Medalla de oro     | C2                 |
| 2005               | Perth (Australia)                 | Medalla de oro     | C1                 |
| 2005               | Perth (Australia)                 | Medalla de oro     | C2                 |
| 2006               | Trémolat (Francia)                | Medalla de oro     | C1                 |
| 2006               | Trémolat (Francia)                | Medalla de oro     | C2                 |
| 2007               | Győr (Hungría)                    | Medalla de oro     | C1                 |
| 2007               | Győr (Hungría)                    | Medalla de oro     | C2                 |
| 2008               | Týn nad Vltavou (República Checa) | Medalla de oro     | C1                 |
| 2008               | Týn nad Vltavou (República Checa) | Medalla de oro     | C2                 |
| 2009               | Vila Nova de Gaia (Portugal)      | Medalla de oro     | C1                 |
| 2009               | Vila Nova de Gaia (Portugal)      | Medalla de oro     | C2                 |
| Campeonato Europeo |                                   |                    |                    |
| Año                | Lugar                             | Medalla            | Competición        |
| 1997               | Pavía (Italia)                    | Medalla de plata   | C2                 |
| 1999               | Gorzów Wielkopolski (Polonia)     | Medalla de oro     | C2                 |
| 2001               | Győr (Hungría)                    | Medalla de oro     | C2                 |
| 2003               | Gdansk (Polonia)                  | Medalla de oro     | C2                 |
| 2005               | Týn nad Vltavou (República Checa) | Medalla de oro     | C2                 |
| 2007               | Trenčín (Eslovaquia)              | Medalla de plata   | C1                 |